# Pompeji (roman)
Pompeji (v izvirniku Pompeii) je zgodovinski roman angleškega pisatelja Roberta Harrisa.

## Zgodba
Marka Atilija Prvega pošljejo iz Rima v antične Pompeje za oskrbnika vodovoda, ki dovaja vodo v mesto. Ob preiskovanju vzrokov za upad vodne gladine naleti na zaroto vplivnega meščana, pri kateri je sodeloval tudi prejšnji oskrbnik, ki je nepojasnjeno izginil. Ob razpletu izbruhne Vezuv in uniči Pompeje.